# Biemna rhabderemioides
Biemna rhabderemioides är en svampdjursart som beskrevs av Patricia R. Bergquist 1961. Biemna rhabderemioides ingår i släktet Biemna och familjen Desmacellidae.
Artens utbredningsområde är havet kring Nya Zeeland. Inga underarter finns listade i Catalogue of Life.